# Gregoria Mariska Tunjung
Gregoria Mariska Tunjung (n. 11 august 1999, Wonogiri⁠(d), Jawa Tengah, Indonezia) este o jucătoare de badminton ce a reprezentat Indonezia, medaliată olimpică. A participat la 2 ediții ale Jocurilor Olimpice (2020, 2024) în care a câștigat o medalie de bronz.